# رياضة القوة
رياضة القوة أو القوة البدنية هي إحدى أنواع رياضات رفع الأثقال، وتتألف من ثلاثة أقسام وهي: بنش برس، القرفصاء، الرفعة الميتة). رياضة القوة تشبه رياضة رفع الأثقال الأولمبية، حيث جميع الفئات تؤدي ثلاث محاولات لرفع الأثقال، تطورة هذه الرياضة من رياضة «القوة الفردية» التي كانت تتبع قاعدة ثلاث محاولات ولكن كانت تستعمل هذه الرياضة «رياضة القوة» الكثير من الأحداث مثل رياضة الرجل القوي (بالإنجليزية: Strongman) وبنهاية المطاف وحدت «القوة الفردية» أحداثها إلى ثلاث أحداث (بنش برس، القرفصاء، الرفعة الميتة) وأصبحت معروفة كرياضة قوة، الرباعيين يستطيعون المنافسة بتجهيز نفسهم بحزام للظهر وأربطة للركبة والرسغ لتقليل الإصابة أو المنافسة بدونهم.
تجري منافسات رياضة القوة حول العالم ولكن أكثرها هي الولايات المتحدة، المملكة المتحدة وروسيا.

## التاريخ
جذور لعبة رفع الاثقال والتي تعد من تقاليد التدريب على رفع مستوى القوة تعود إلى العصر العصر اليوناني والعصر الروماني. الرياضة الحديثة نشأت في الولايات المتحدة الأمريكية والمملكة المتحدة في 1950م. سابقا، كان رفع الاثقال الهيئات الحاكمة في كلا البلدين المعترف بها مختلف 'المصاعد الغريب' لأغراض المنافسة وتسجيل. خلال 1950م، ورفض رفع الاثقال الأولمبية في الولايات المتحدة، في حين اكتسبت قوة الرياضة العديد من أتباع جدد. في عام 1958م، وقررت اللجنة رفع الاثقال الوطني وحدة الكمية المخصصة للبدء الاعتراف سجلات ل 'المصاعد ونيف، وكان من المقرر مبدئيا A البطولة الوطنية لعام 1959م، ولكن ذلك لم يحدث أبدا. عقدت أول «لقاء» وطنية حقيقية في سبتمبر 1964 تحت رعاية شركة يورك الحديد. ويا للسخرية، بوب هوفمان، صاحب يورك الحديد، كانت خصما منذ فترة طويلة لهذه الرياضة. ولكن شركته تبذل الآن معدات رفع الاثقال لتعويض المبيعات التي فقدتها على معدات على غرار الأولمبية.
خلال أواخر 1950م، نيويورك شركة هوفمان الحديد، نفوذه في رفع الأولمبية وله في الغالب الأولمبية رفع مقرها مجلة القوة والصحة كانت بداية لضغوط متزايدة من منظمة جو ويدر لل. كما في أميركا (وبوب هوفمان النفوذ في عالم رفع الأثقال وانخفاض وبغية مكافحة النفوذ المتنامي ليدر، التي هوفمان مجلة [[تنمية العضلات أخرى سيتم التركيز أكثر على كمال الاجسام والفائدة التي تشهد نموا سريعا في 'غريب شد "المسابقات. كان أول محرر المجلة جون غريميك ذات الشهرة العالمية.
خلال أواخر 1950s وأوائل 1960s مختلف المناسبات 'رفع الغريب' تطورت تدريجيا إلى المصاعد محددة - الصحافة مقاعد البدلاء، وممارسة القرفصاء، وdeadlift ورفعت في هذا النظام. أصبح بوب هوفمان أكثر وأكثر تأثيرا في تطوير هذه الرياضة الجديدة ورفع نظمت «بطولة رفع الاثقال الأمريكية» في عام 1964 - أول بطولة فعال القومي الأمريكي. في عام 1965 عقدت اسمه الولايات المتحدة الأمريكية أول بطولة وطنية. خلال نفس الفترة، وكان رفع في بريطانيا أيضا الفصائل. في أواخر 1950s، ولأن الجسم الحاكم (BAWLA) كانت مهتمة فقط في تطوير رفع الأولمبية، ودعا منظمة الانفصالية ان جمعية هواة الأثقال تم تشكيل لتلبية مصالح الرباعين الذين لم تكن مهتمة بصفة خاصة في القيام الأولمبية رفع.
على الرغم من أن في ذلك الوقت كان هناك 42 المصاعد معترف بها، على «قوة مجموعة» (الضفيرة، هيئة الصحافة، والقرفصاء) سرعان ما أصبحت المصاعد المنافسة القياسية، وكلتا المنظمتين على عقد بطولة هذه المصاعد (فضلا عن دورة الألعاب الأولمبية المصاعد) حتى عام 1965 وفي عام 1966، جمعية هواة الأثقال إعادة انضم-BAWLA و، من أجل الوقوع في خط مع المصاعد الأمريكية، أسقطت الضفيرة والاستعاضة عنها Deadlift. عقدت أول بطولة بريطانيا في عام 1966. خلال أواخر 60 وفي بداية ال 70، عقدت العديد من المسابقات الدولية الودية. في نفس الوقت، في أوائل نوفمبر تشرين الثاني من كل عام وذكرى ميلاد بوب هوفمان، عقدت دائما مسابقة رفع مكانة كجزء من «عيد ميلاد الحزب بوب هوفمان.» في عام 1971، فقد تقرر جعل هذا الحدث «رفع الاثقال بطولة العالم» لم يكن هناك شيء مثل 'فرق' وبالتالي كان الغالب في مجمله مجموعة من الرباعين الأمريكية، بالإضافة إلى أربعة من بريطانيا العظمى واحدة من جزر الهند الغربية. كل الحكام كانوا الأميركية. حصل هذا الحدث قبالة علامة في نيويورك، بنسلفانيا، في 10:05 يوم السبت 6 نوفمبر 1971.
كانت الأوزان في جنيه. كان أجل رفع 'شريط ارتفاع' كان هذا قبل وقت طويل من نظام جولات. كان المصعد لأول مرة هيئة الصحافة. لم يكن هناك شيء مثل القمصان مقاعد البدلاء أو الدعاوى القرفصاء، وعقدت تفسيرات مختلفة فيما يتعلق باستخدام وطول يلف الركبة وأحزمة رفع الاثقال. لم نظام قواعد IPF تكن موجودة بعد، ولا أنشئت رقما قياسيا عالميا زيارتها.
في عام 1972 تم عقد 'الثانية' بطولة العالم AAU، وهذه المرة على مدى يومين - 10 و 11 نوفمبر تشرين الثاني. هذه المرة كانت هناك 8 الرباعين من بريطانيا العظمى (اثنان منهم، لم رون كولينز وجون Pegler يحترف كما الحكام)، وستة كنديين، واثنين من أبناء بورتوريكو، وثلاثة الزامبيين، واحدة من جزر الهند الغربية. مع 67 الرباعين في كل شيء، وكان الأميركيون 47 أخرى. تم المصاعد تزال تقاس جنيه، كانت الصحافة مقاعد البدلاء المصعد الأول، وكانت لا تزال هناك دعاوى، والأحزمة السلطة، أو يلتف الهوى. فاز ماكنزي الثمينة بريطانيا له 'الثانية' بلقب بطولة العالم مع 550 كجم في 56. مايك شو «الضائع» لقبه العالمي، وفاز في العام السابق، إلى أمريكا جاك Keammerer. جعلت رون كولينز يصل لله 'قنبلة' على مقاعد البدلاء في '71 واقتحم إلى 75 كجم اللقب. باسيفيكو فاز لتوه ضد أميركي آخر، ميل هينيسي، في 110 كجم، مع كل من مقاعد هائلة من 260 كجم و 255 كجم. في Super (أكثر من 110 كلغ) جون Kuc فاز جيم وليامز مع لا يصدق 2350 £ الإجمالي (الخام). Kuc القرفصاء £ 905 لالقرفصاء سجل ومحاولة ل½ (£ 875) deadlift 397 مرة أخرى، ويليامز benching ضخمة 307 ½ (£ 675) - أعظم اضغط على مقاعد البدلاء من أي وقت مضى في ذلك الوقت، قبل فقط في عداد المفقودين مع 317 ½ (£ 700) [. 2] جون كول، الفائز من الوزن الثقيل السوبر بطولة الولايات المتحدة عام 1972 وأول حائز على أكبر مجموع في ذلك الوقت مع 1,075 كجم (2370 £)، لم تظهر حتى تأخذ على Kuc.

## الفئات
وتنقسم إلى ناشئين تحت سن 23 سنه و 18 سنه ودرجه أولى فوق ال 23 سنه واستاتذه فوق ال 45 سنه
وتنقسم إلى اوزان
59 كجم، 66 كجم، 74 كجم، 83 كجم، 93 كجم، 105 كجم، 120 كجم، 120 كجم +

## الأحداث

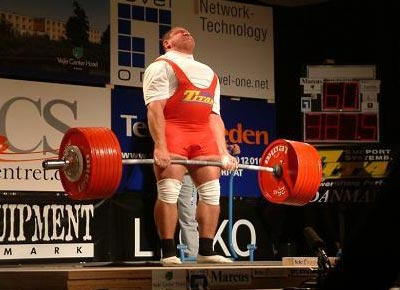
deadlift

ينقسم إلى ثلاث أجزاء يجمع مجموعهم لتحديد المراكز ولكل جزء ثلاث محاولات:
الأولى وهي القرفصاء الثانية وهي ضغط المقعد والثالثة الرفعة الميتة.
الابطال من مصر
ك\ خالد ( كيمو) 
ك\احمد سيد (فتله) 
ك\اكرامى
ك\ سمير الفونس
ك\كحله 
ك\ فادى عادل فرنسيس 
ك/ محمد مرعي 
ك\محمد متولي 
ك / محمد سعيد 
ك / محمد الجرايحي